# Metacnephia amphora
Metacnephia amphora is een muggensoort uit de familie van de kriebelmuggen (Simuliidae). De wetenschappelijke naam van de soort is voor het eerst geldig gepubliceerd in 1975 door Ladle & Bass.